# Cheesecake (sång)
Cheescake är en låt framförd av den vitryska sångaren Teo. Låten representerade Vitryssland i Eurovision Song Contest 2014 i Köpenhamn, Danmark, och tävlade i tävlingens andra semifinal den 8 maj, där den gick vidare till finalen 10 maj. I finalen fick låten 43 poäng och hamnade på 16:e plats.
Låten handlar om en person som är trött på sin flickväns ostkaka. Inför Eurovisionen tvingades Teo ändra orden på grund av EBU:s regler. Orden "I look over Google Maps" ändrades till "I look over all the maps"  eftersom Google Maps inte fick nämnas. 